# Pinkeltje op zoek naar de vurige ogen
Pinkeltje op zoek naar de vurige ogen is het 29e deel van de Pinkeltje-boeken, geschreven door Dick Laan.

## Boekuitgaven
Het boek verscheen in 1977 met illustraties van Rein van Looy. In 1999 werd het boek hertaald door Suzanne Braam met illustraties van Julius Ros.

## Verhaal
Prins Pinkellief hoort op school praten over de stad URURU die na een vulkaanuitbarsting van de berg Vuurtop van de aardbodem verdwenen is. In die stad stond een gouden beeld met ogen van rode edelsteen. Volgens een legende lichtten die ogen vuurrood op als je had gelogen. In het boek 'De geschiedenis van de Vuurtop' vindt Pinkellief een eeuwenoude brief waarin staat dat het gouden beeld URU nog bestaat, ergens diep onder de grond. Koning Pinkelpracht roept Pinkeltjes hulp in om het beeld te vinden.